# Portorož
Portorož (olaszul Portorose, aholis a porto = kikötő, rose = rózsa, együtt Rózsakikötő, szlovénul a roža = rózsa) Piran településrésze mintegy 2800 lakossal. Ma Szlovénia legelegánsabb és felkapottabb nyaralóhelye a tengerparton futó pálmafákkal szegélyezett főutcával.

## Története

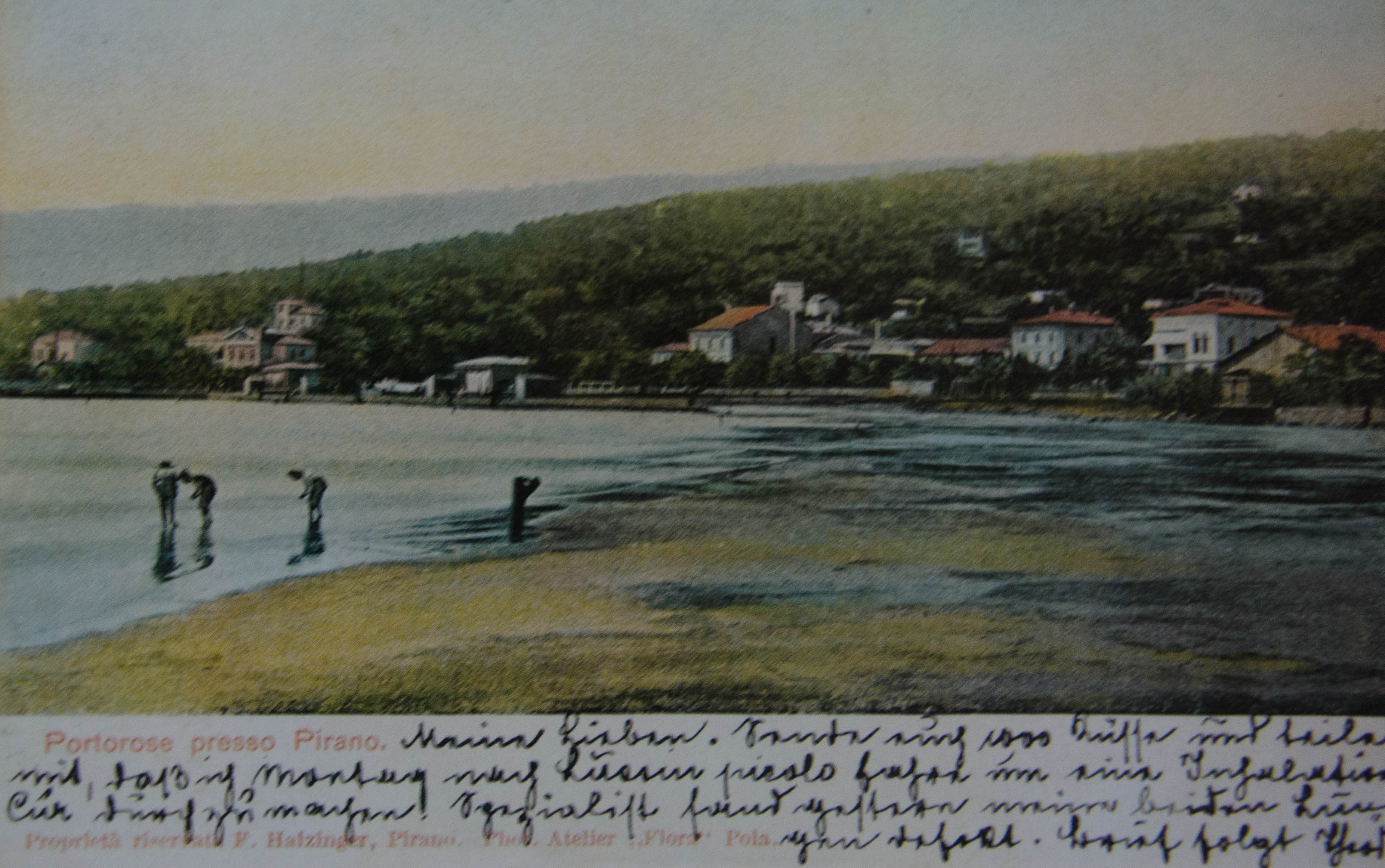
Portorož 1905-ben

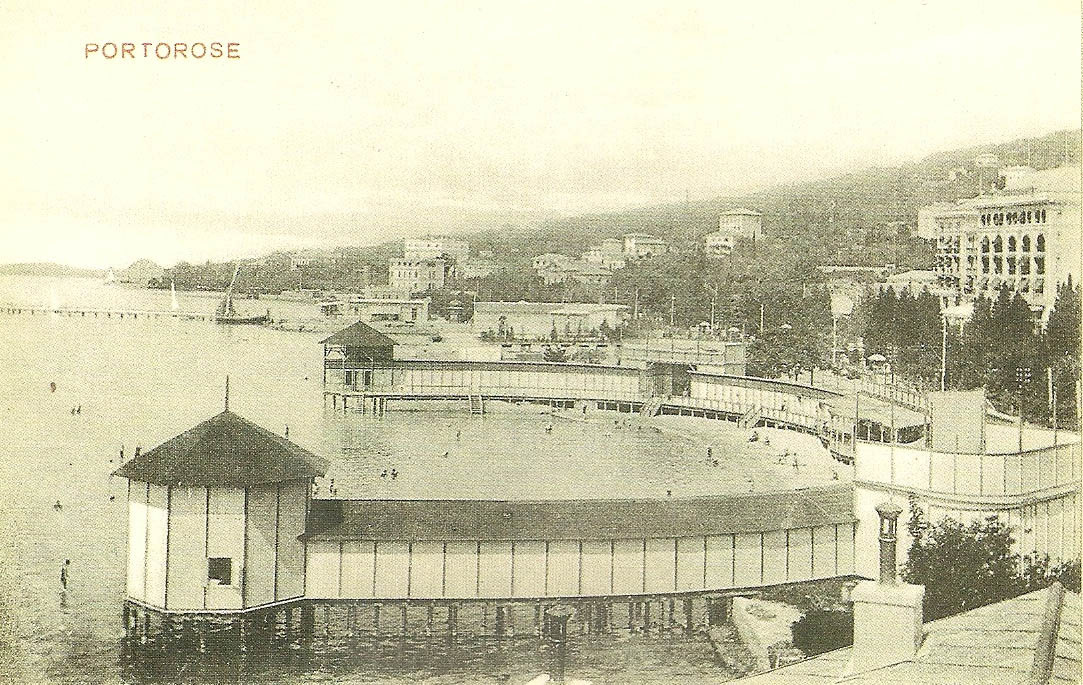
Portorož 1915-ben

A város Piran község (járás) része. A történelme szorosan kapcsolódik a szomszédos város, Piran történelméhez. Az illír telepesek már ott élő történelem előtti korban. Őket követték a kelta törzsek, amelyeket később a rómaiak elfoglaltak és a birodalomhoz csatoltak. I. e. 178-ból származó régészeti leletek arra utalnak, hogy ebben az időszakban számos villa gazdaság, más néven villa rustica épült a környéken.
A 7. században a terület a Bizánci Birodalom része. A Velencei Köztársaság gyarapodásával és a bizánci uralom elleni elégedetlenség vezetett oda, hogy Piran aláírt egy kereskedelmi szerződést Velencével, amely magában foglalt egy kisebb fokú autonómiát is a területnek.
A bencések voltak az első szerzetesek akik megtelepedtek a területen. A 12. században, a tágabb régióban már négy kolostort, és még több egyházat működtettek. Azok között, az egyik legrégebbi volt a Rózsafüzér Szent Mária templom, ami ott állt az öbölben állt a 13. századtól. Nevét Sancta Maria Roxe vagy S. Maria delle Rose-ként említik, és 1251-ben már az öböl innen kapta elnevezését: Portus sanctae Mariae de Rosa.
Az egyik legfontosabb szerepet a gyógyításban a Szent Lőrinc kolostor játszotta, ahol a bencések reumatikus betegségeket is gyógyítottak tömény sós vízzel és sós iszappal.
1282-1283-ban Piran rövid háborúval elszakadt Velencétől, majd visszaszerezte hatalmát a Velencei Köztársaság.
A második velencei uralom alatt hű maradt a terület Velencéhez, így ellentétben más isztriai várossal kiváltságokat szerzett a köztársaságon belül, ami a helyi gazdaság virágzását segítette elő. 1797-ben a velencei uralom végéhez közeledett, mint az első osztrák uralom időszaka 1806-ig követett. Napóleon időszakában 1806-tól 1813-ig az Illér tartományrésze, majd helyreállt az osztrák uralom egészen 1918-ig.
A turizmus eljövetele előtt a terület ritkán lakott volt és a kevés népesség a halászatból, a mezőgazdaságból, a zöldségtermesztésből, azon belül is az olajbogyó és a bor készítéséből élt. Az osztrák uralom alatt virágzott a gazdaság, a kereskedelem és a helyi sólepárlók fejlődtek, úgymint a szomszédos Lucia és Sicciole.
Az első próbálkozások a turizmus fejlesztésére 1865-re nyúlnak vissza, amikor a svájci kereskedő Josef Stölker tulajdonában álló Villa San Lorenzo kiadta. A villa egy gyönyörű park közepén állt egy kis dombon a tenger mellett és 200 férőhelyével alkalmas a fürdőzésre is. A kísérlete kudarcot vallott és 1875-ben a villát eladta a trieszti építésznek: Giovanni Righettiju-nak. Ez idő tájt a Villa San Lorenzo alatt egy 40 kabinos fürdőhely kialakítását tervezték, ami aztán nem valósult meg. Hasonló sorsra jutott az elszórt bungalókból álló telep ötlete 1878-ban. Időközben a korábban ritkán lakott öbölben épülni kezdtek a villák és nyaralók, akiknek tulajdonosai felismerték a tengeri klíma és a tengerpart növekvő népszerűségében rejlő előnyöket. 1890-ben a helyi előkelőségek csoportja egy part menti uszoda létrehozásával megkezdte aztán a természeti erőforrások kiaknázását a régióban. Az első szálloda 80 szobával és 120 ággyal, étterem, kávézó, medence úszás stranddal épült fel. Egy évvel később, 1891-ben megalapították a Società stabilimento Balneare di Pirano (Piran medence) részvénytársaságot, amely aztán lendületet adott a fejlesztéseknek Portorožban. Kissé alacsonyabb épülettel, de felépült a Hotel "Allo Stabilimento Balneare" (későbbi nevén a Hotel Portorose), ami fontos lépcsőfok volt a további fejlesztésekhez. Az első szállodákat kisebbek is követték. 1895 júliusában Portorož látogatott az osztrák védelmi miniszter Krighammer kíséretében az altengernagy Cassini. Talán éppen ez a látogatás hozzájárult ahhoz, hogy a császári-királyi Társaság a Fehér Kereszt (Weissen Kreutz) 1897-ben itt nyitotta katonai szanatórium osztrák-magyar tiszteknek és így tovább erősítette pozícióját, mint gyógyhely Portorož. 1897. június 25-től klimatikus gyógyhellyé nyilvánítják a települést. 1899 nyarán ide látogatott az osztrák trónra Ferenc Ferdinánd, aki akkor a jachtján hajózott Poreč felé. 1910-ben megnyílik a Palace Hotel és, mint a környék legnagyobb szállodája védjegye lett a településnek. 1913-ban már több, mint húsz szálloda, magán panziók működnek itt és ebben az évben kaszinó is nyílik. A település Abbáziával kel versenyre. Vendégköre Bécsből, érkeznek, valamint osztrákok és magyarok, kevésbé olaszok.
1918-tól az Olasz Királyság része lett. A lakosság és a fasizálódó állam között folyamatos lett a konfliktus, a gazdaság visszaesett. 1925-1943 között rendszeres hidroplán összeköttetés létesült Fiume, Ancona, Abbázia, Póla, Torino felé. A németek 1944. szeptember 7-én a hangárokat felgyújtották.
1945-1954-ben a Trieszti Szabad Állam B zónájának része, majd végleg Jugoszlávia része lett. Az idegenforgalom 1945-1954 között megszűnt, és csak 1954 után kezdődött az újratervezés és a turizmus fejlesztése. A kínálatával újonnan megjelenő Portorožról csak 1960 után lehet beszélni. Az 1970-1980-as években épültek a szálloda komplexumok (Bernardin, Emona, Metropol, az új szállodák), kaszinó, vitorláskikötő Lucija és Sečovlje repülőtéren. A vendégéjszakák száma, ami 1960-ban csak 248.000 fő, (ebből 44 % külföldi vendégek) 1980-ban elérte az 1.254.000 főt (65 % külföldi látogató) és 1986-ban 1.452.000 fő (74 %-a külföldi látogatók). A nyolcvanas évek második fele a hanyatlásé, amikor is 1991-ben csak 501.000 vendégéjszakát regisztráltak és kirobbant a délszláv háború. Azóta látogatók száma meredeken emelkedett és ma már szlovén turisták száma nagyon jelentős.

## Fiesa
Pirantól keletre egy öbölben fekszik Fiesa településrész. Jelenleg két tó található itt, amelyek egy 20. század elejéig működő téglagyár agyagnyerő helyei voltak. A nagyobbik tó mintegy 20 méterre van a parttól és van mélysége 9 méter. A kisebb tó délnyugatra fekszik a nagyobbikhoz képest, és körülbelül 6,5 méter mély. A parti tó az egyetlen mocsaras tó Szlovéniában. A mesterséges tó a téglagyár bezárást követően a különböző ritka fajok menedékévé vált. 1989-ben az 5 ha-os területet védett természeti területté nyilvánították. A Fiesa part és Pirán Szent György templom között egy kilométernél hosszabb panorámás gyalogút épült követve a tengerpartot és a meredek sziklafalat. Fiesában jelenleg két nagyobb szálloda működik, valamint egy autóskemping, illetve több nyaraló található.

## Látnivalók
- Tengerparti utcáján előkelő szállodák, standok sorakoznak. A szlovén part egyik legnagyobb homokos partja található itt. Éjszakai élete nyüzsgő. A legelegánsabb külsővel a Kempinski Palace Hotel rendelkezik.
- A város mellett van a Portorož Repülőtér.
- A Rózsafüzér Szent Mária templom a 18. századra már romos és nyomai eltűnt. A part feletti domb oldalában egy modern Rózsafüzér Szűzanya templom épült.
- Forma Viva egy zöld fákkal szegélyezett szabadtéri kiállítás a városrész feletti dombon, ahol 1961 óta képzőművészeti alkotások tekinthetőek meg kőből. A létrejöttük nemzetközi alkotótáborok eredménye.

## Közlekedés
A város gazdagságát mutatja, hogy itt adták át Ausztria első trolibusz vonalát 1909-ben, amely Piran-Portorož között közlekedett egészen 1912-ig. Helyét ekkor az 5447 m hosszú, 5 kitérővel rendelkező keskeny nyomtávolságú villamos vette át. A villamos létesítéséről még 1911. szeptember 11-én döntöttek Bécsben és építése 150 000 koronába került. A villamos útvonala mai Tartini térről indult Portorožba. A legnépszerűbb szakasza a Tartini tértől a Trieszt-Poreč vasútvonal állomásáig tartott. A vasutat 1935. augusztus 31-én bezárták, ennek következtében a forgalom visszaesett. A villamosok 30 percenként közlekedtek és legnagyobb sebességük 26 km/h volt. Üzemszünet csak a második világháború alatt volt, amikor a Trieszt Szabad Terület hatósága a buszforgalom mellett döntött. Bezárására és az utolsó villamos közlekedésére 1953. augusztus 31-én került sor. Jelenleg az 1-es jelzésű autóbusz biztosítja a Piran és Portorož közötti autóbuszforgalmat.
A településen 0-24 órás fizető parkolós rendszer működik.

## Galéria

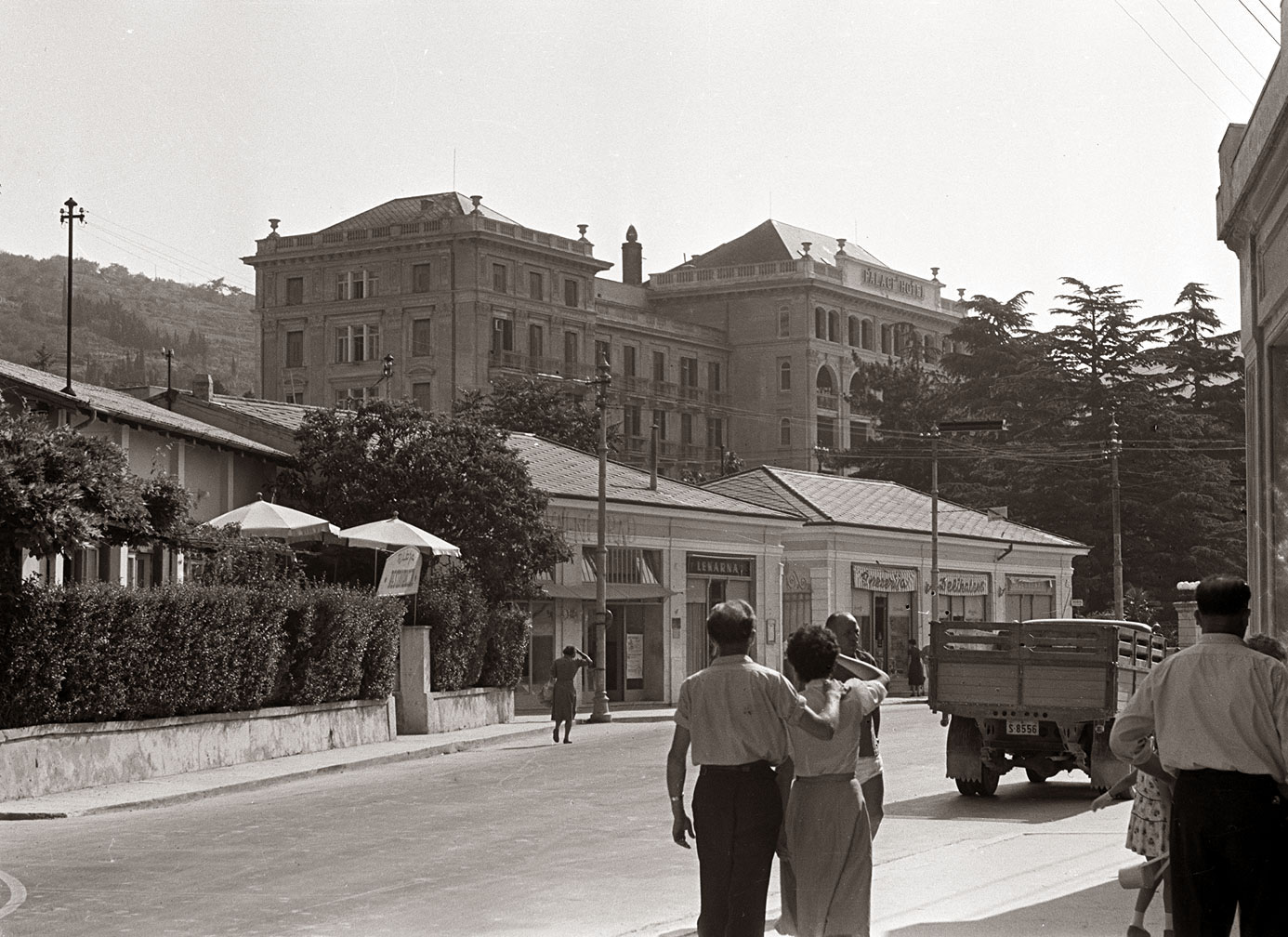
Portorož Palace Hotel és környéke 1957-ben...
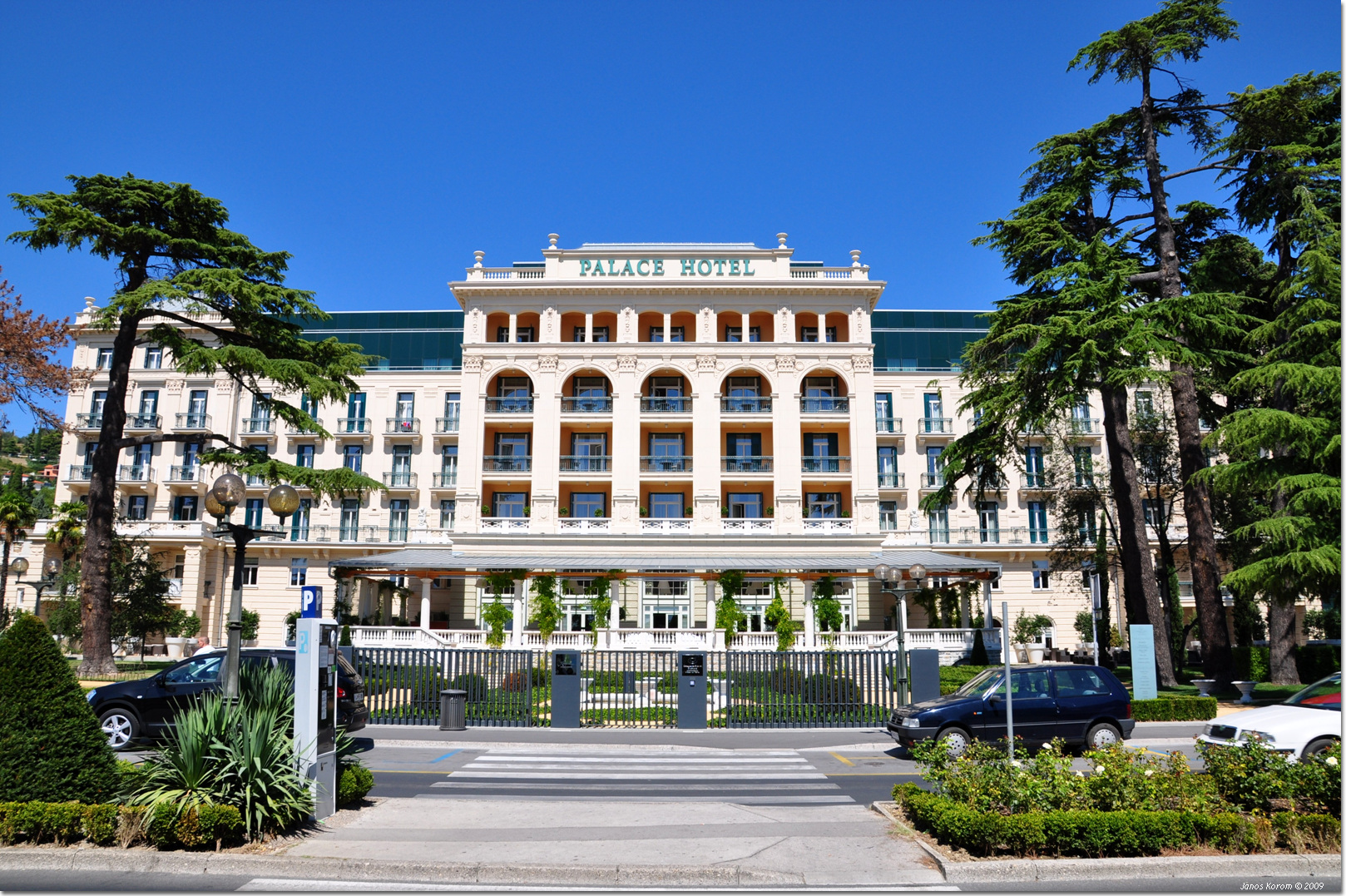
...és a Kempinski Palace Hotel ma
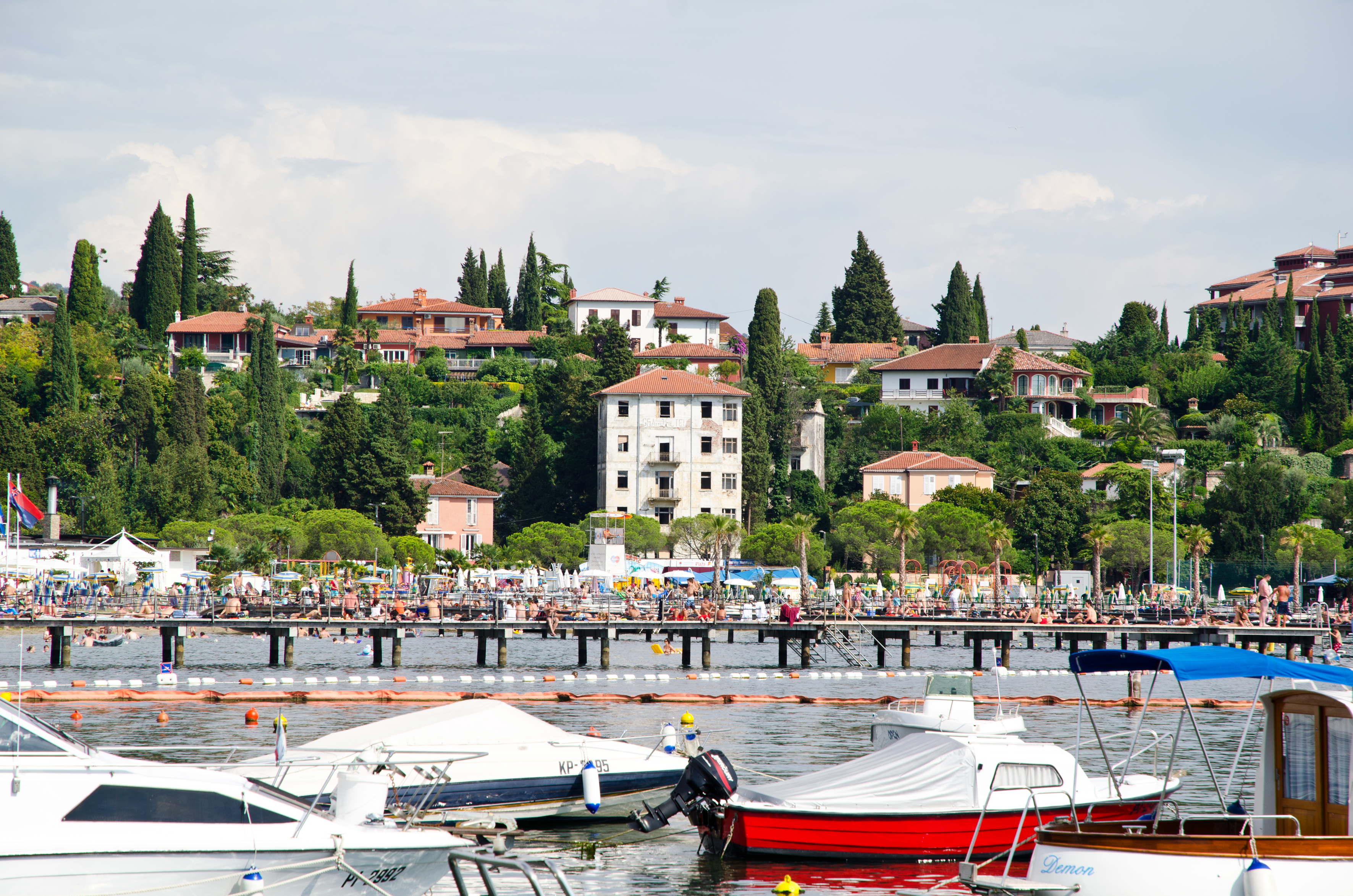
A keleti öbölrész látképe
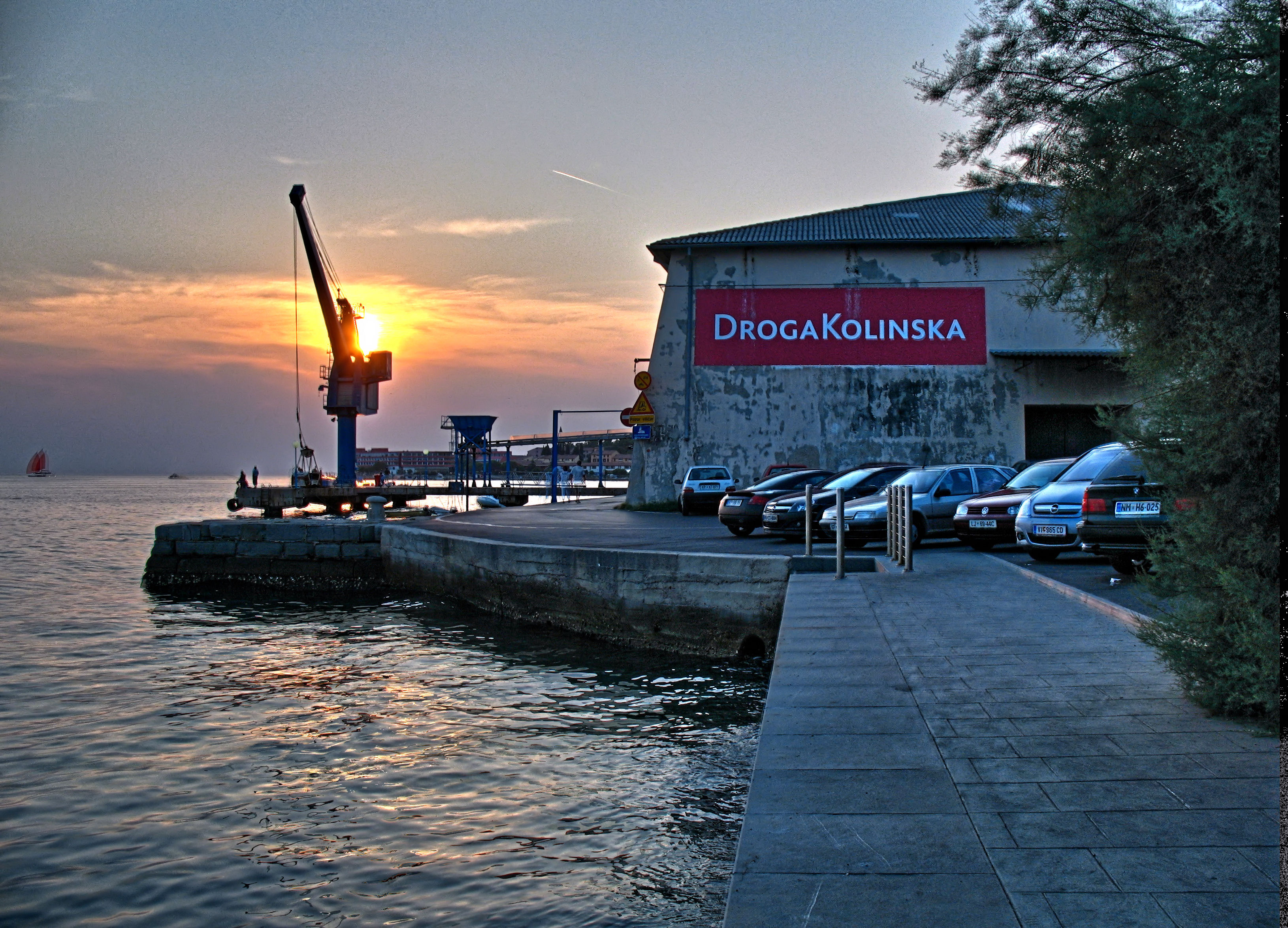
Parti sétány a történelmi sóraktárral
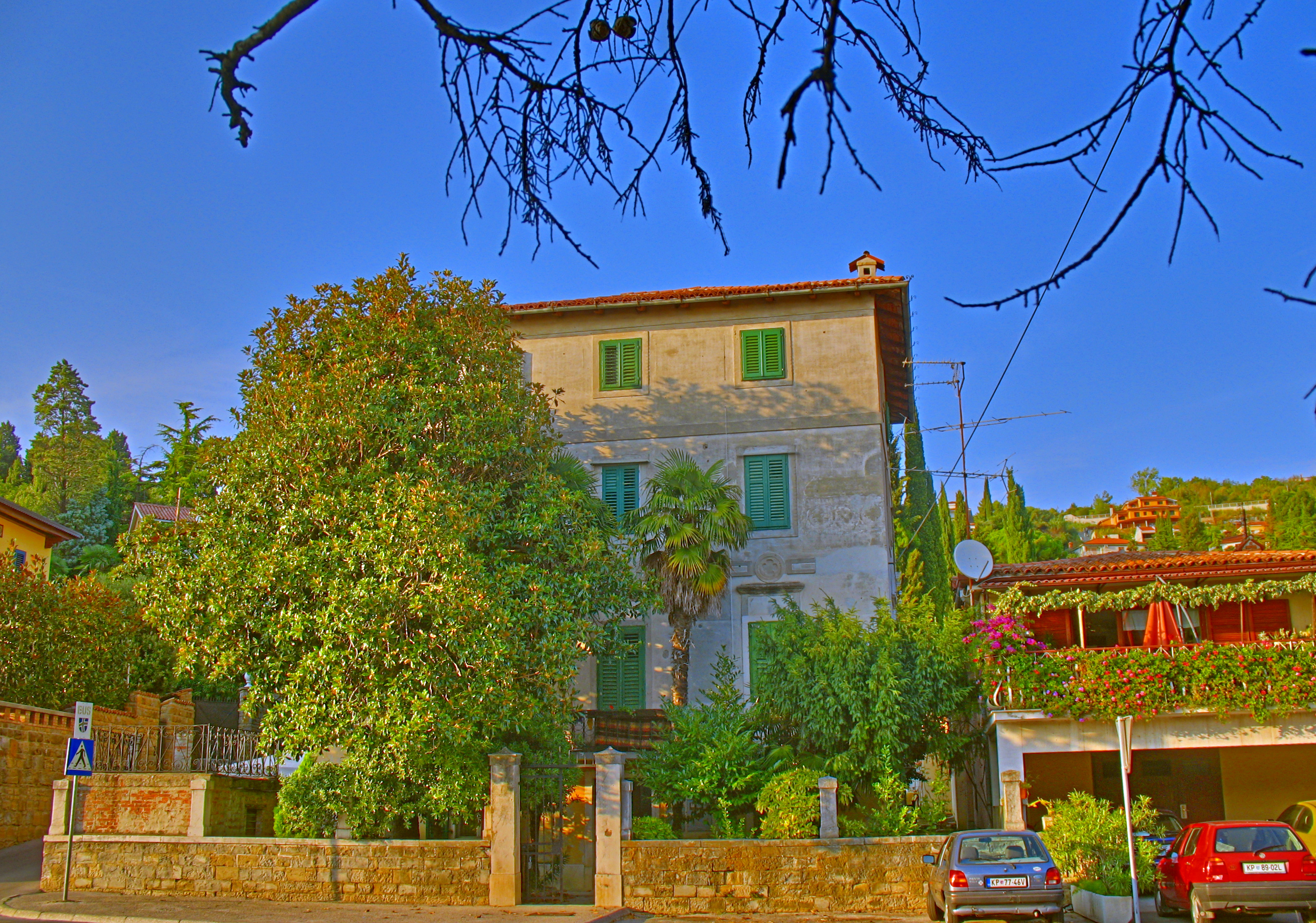
Jellegzetes épület
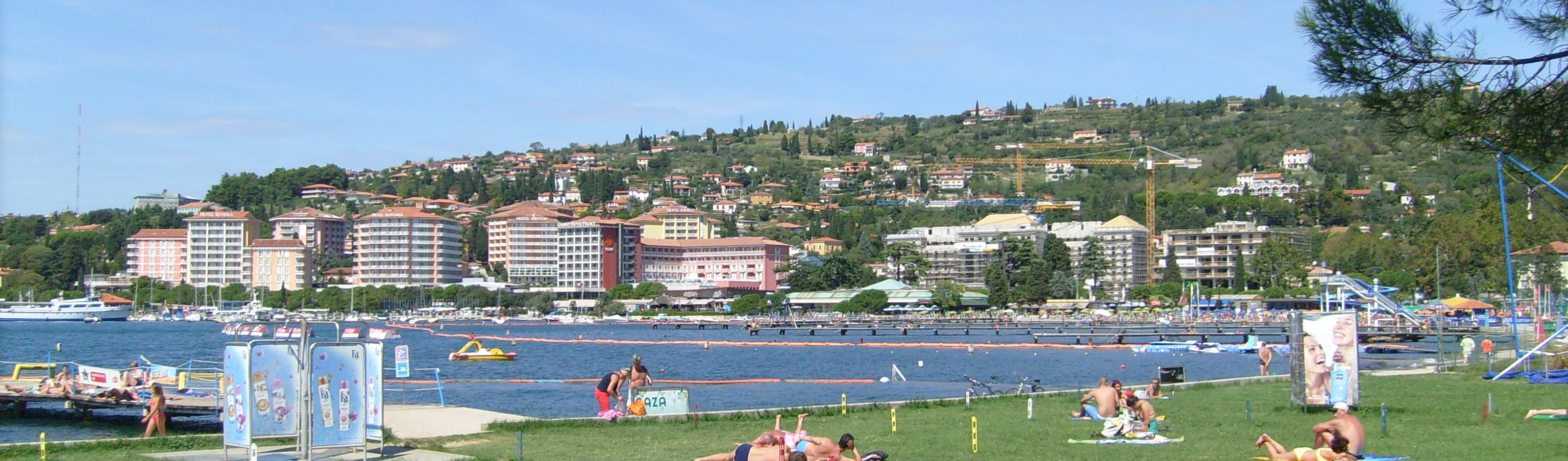
Az öböl északi része
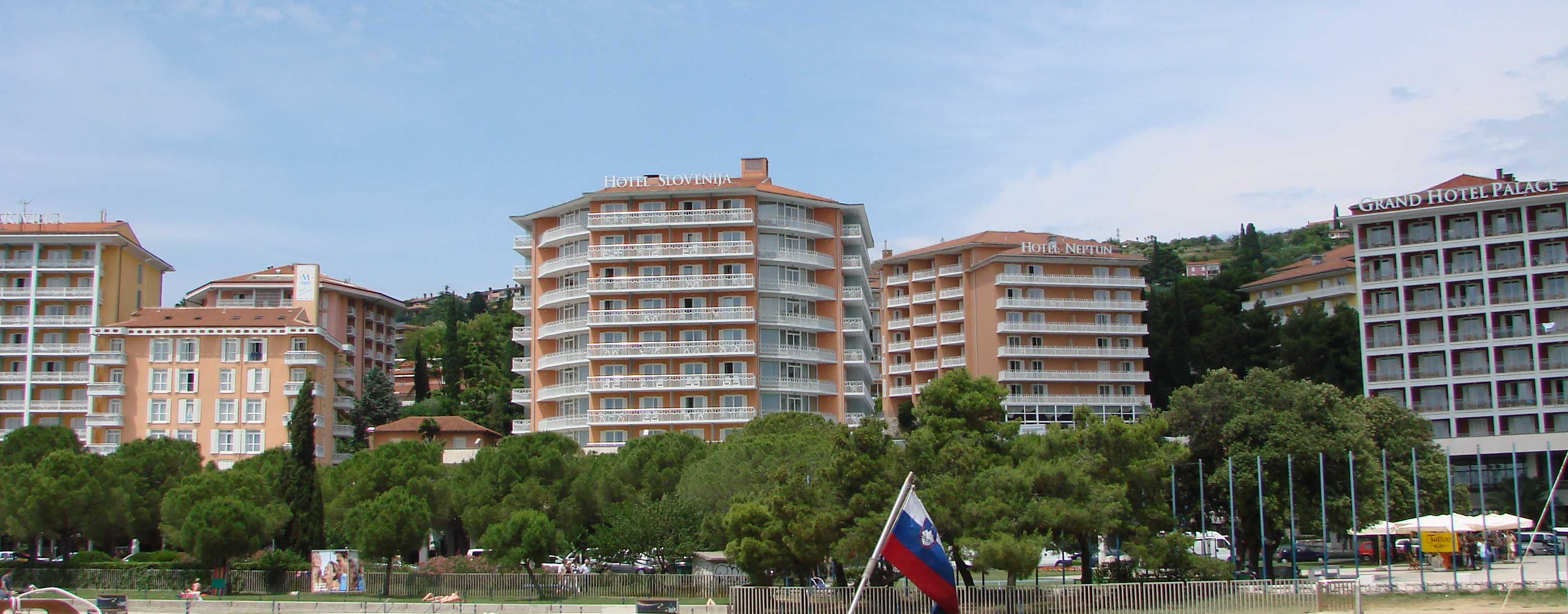
A Life Class Hotels Portorož
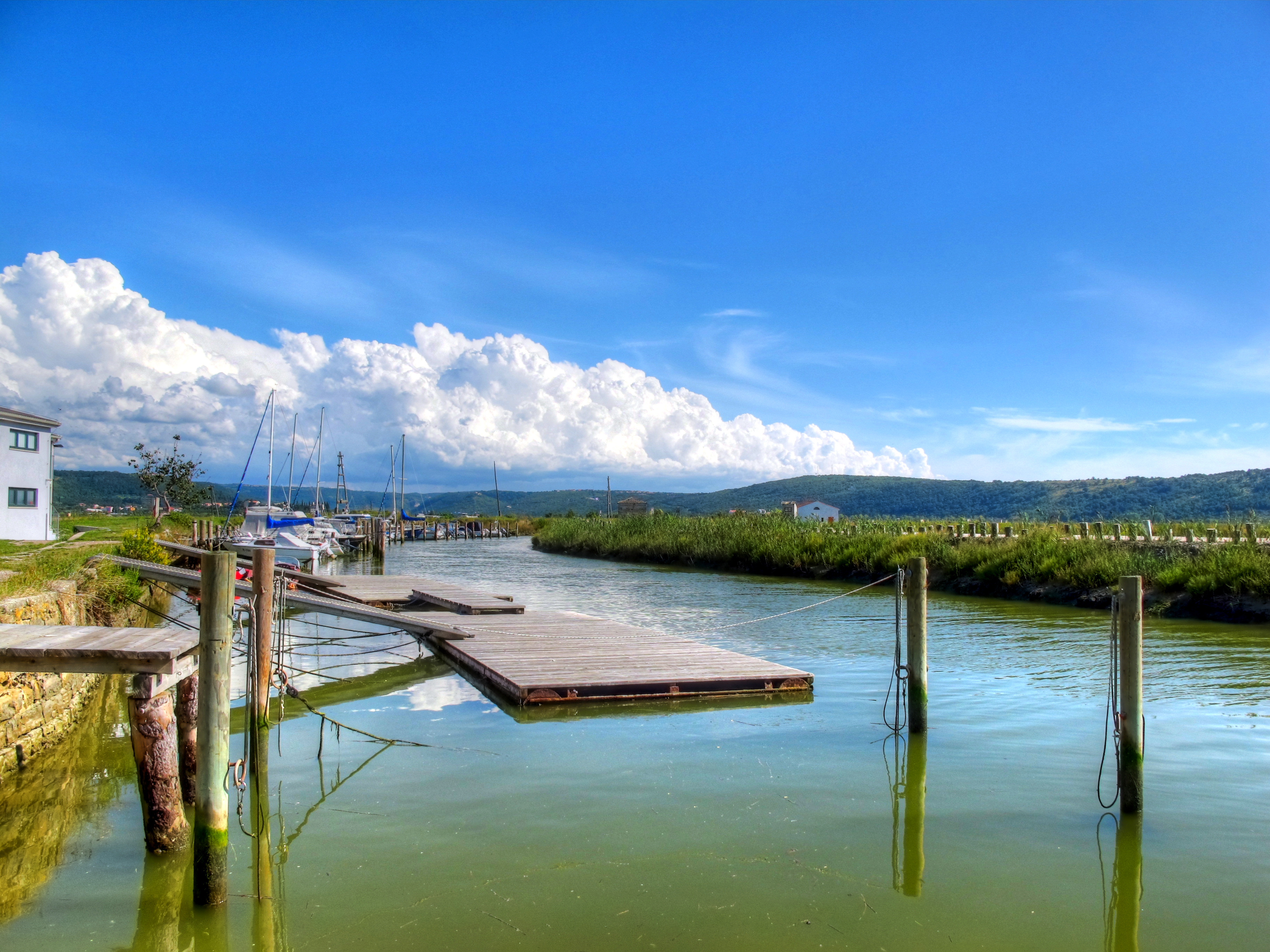
Sólepárlók
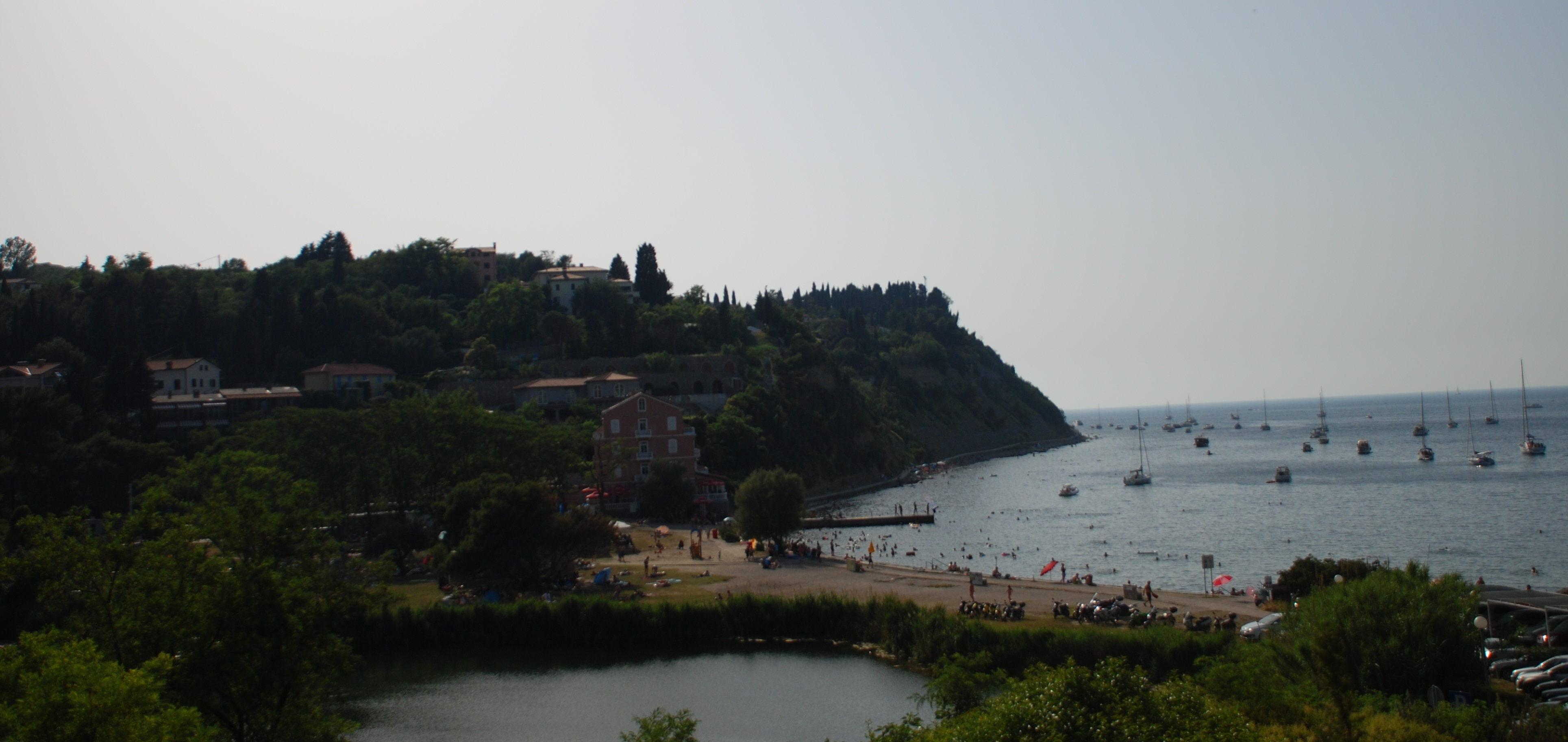
Fiesa a meredek partfallal
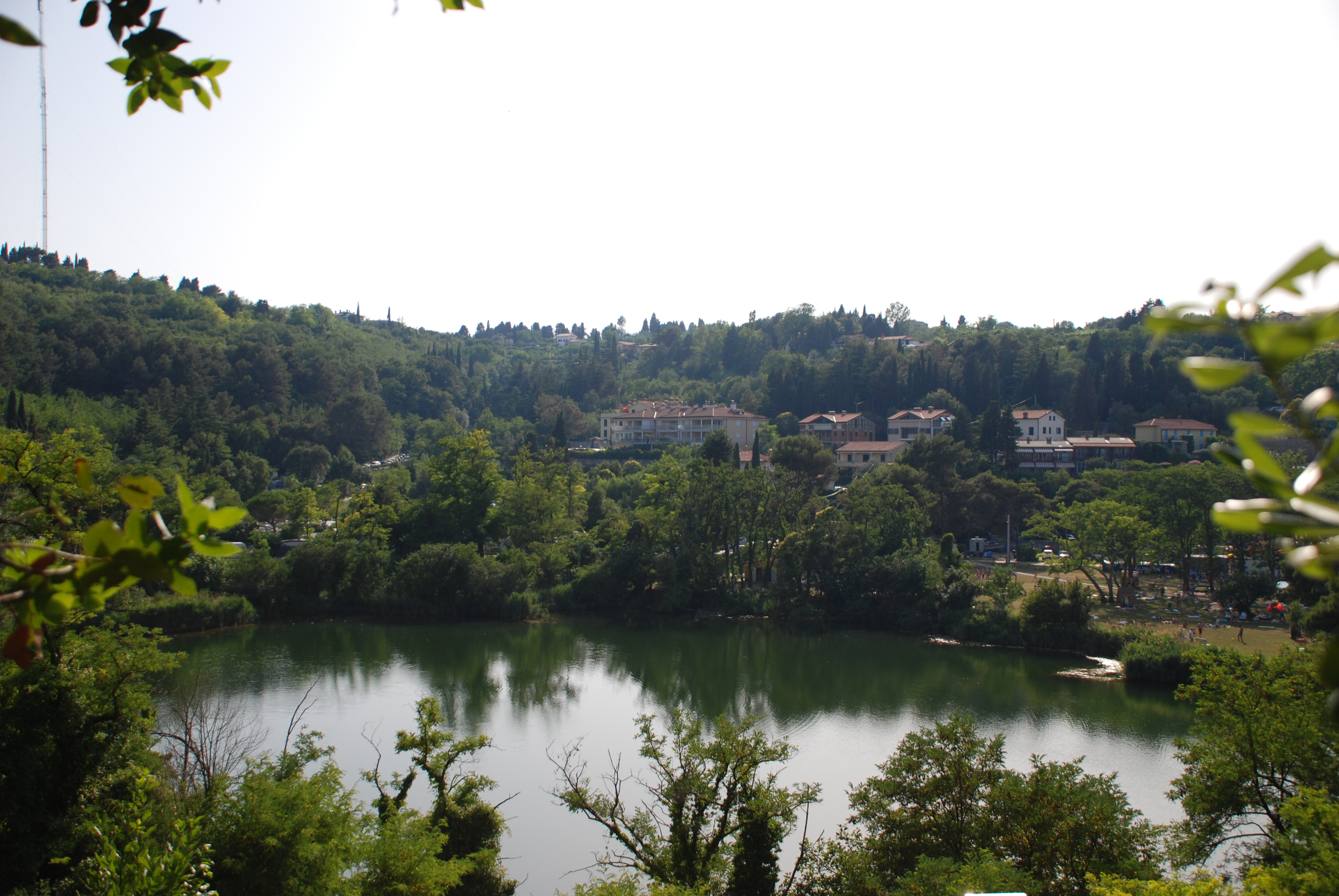
Fiesa, természetvédelem alatt álló tó, egykor téglagyári gödör

## Fordítás
Ez a szócikk részben vagy egészben  a   Portorož című angol Wikipédia-szócikk fordításán alapul.  Az eredeti cikk szerkesztőit annak laptörténete sorolja fel. Ez a jelzés csupán a megfogalmazás eredetét és a szerzői jogokat jelzi, nem szolgál a cikkben szereplő információk forrásmegjelöléseként.